# Merkezboztahta

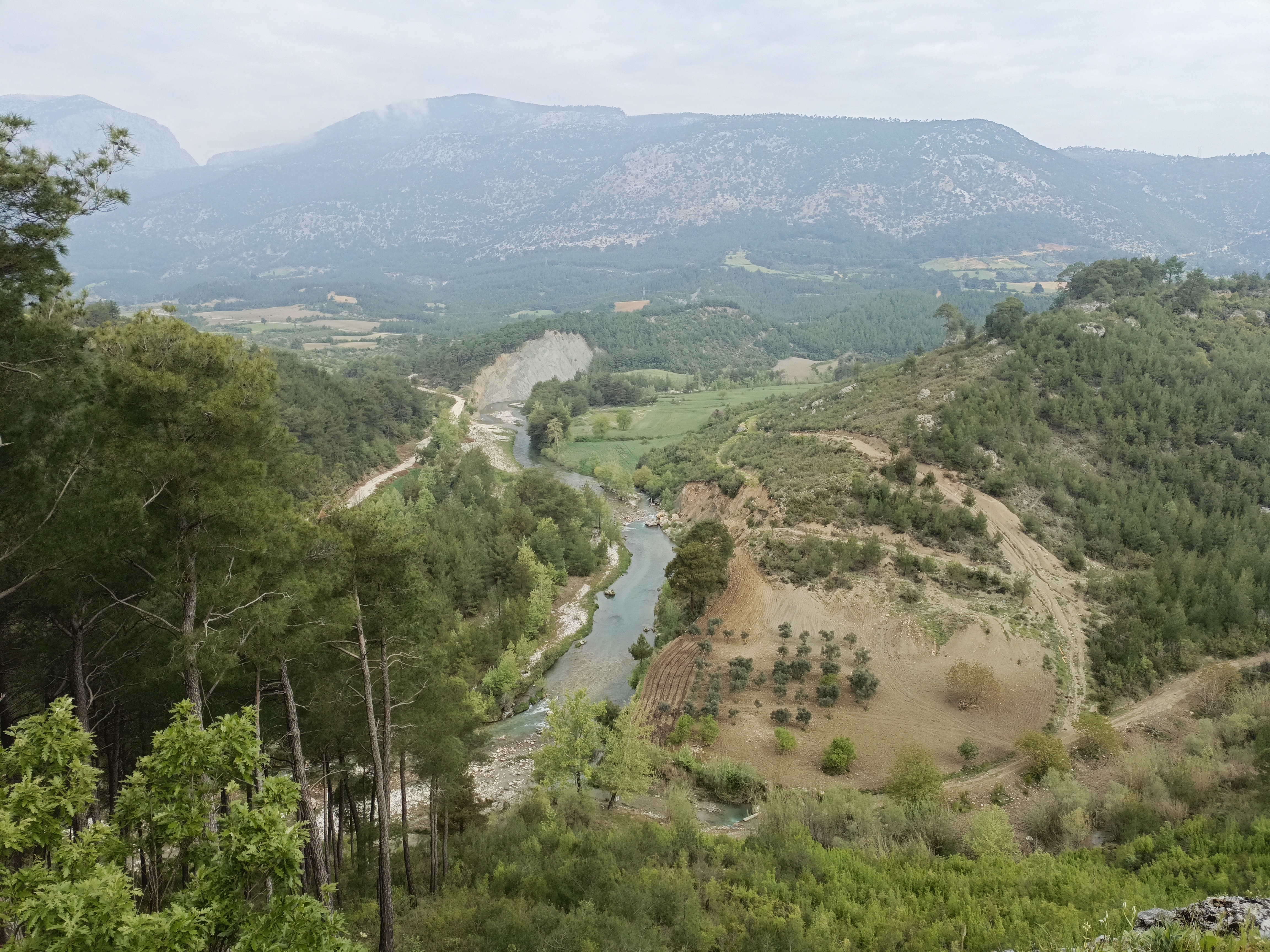
Merkezboztahta (2024)

Merkezboztahta ist eine Ortschaft (Köy) im Landkreis Karaisalı der türkischen Provinz Adana mit 357 Einwohnern (Stand: Ende 2024). Im Jahr 2011 hatte der Ort Merkezboztahta 476 Einwohner.